# 讚岐市
讚岐市（日语：／ Sanuki shi */?）是位於日本香川縣東部的城市，距離高松市約15公里。北邊和小豆島隔著瀨戶內海相望，南部則為讚岐山脈。當地的市區和工業園區多集中在北部，南部則散布著大小不一的貯水池。因讚歧市與高松市之間的交通便利性提高，因此南部地區正在經歷都市化的發展。
四國八十八箇所中的第86號札所志度寺、第87號札所長尾寺，與第88號札所大窪寺即坐落於市內。

## 地理
讚岐市內約50%的面積被山林覆蓋。發源於南部的讚岐山脈的鴨部川、津田川等河川流經市內，並在北邊注入瀨戶內海。當地在氣候上屬於瀨戶內海式氣候，日照多且降雨量少。

## 歷史

### 年表
- 1890年2月15日：實施町村制，現在的轄區在當時分屬：
  - 寒川郡：松尾村、富田村、石田村、神前村、造田村、長尾村、奧山村、志度村、鴨部下庄村、鴨部村、小田村、津田村、鶴羽村。
  - 三木郡：井戶村。
- 1898年2月11日：
  - 志度村改制為志度町。
  - 津田村改制為津田町。
- 1899年4月1日：
  - 寒川郡和大內郡合併為大川郡。
  - 三木郡和山田郡合併為木田郡。
- 1915年11月10日：长尾村改制为长尾町。
- 1916年1月1日：鸭部下庄村更名为鸭庄村。
- 1919年1月1日：奧山村更名为多和村。
- 1955年1月1日：志度町、鸭庄村、小田村合併為新設置的志度町。
- 1955年4月1日：长尾町和多和村合併為新设置的长尾町。
- 1955年4月15日：富田村和松尾村合併為大川村。
- 1955年7月1日：神前村和石田村合併為寒川村。
- 1956年9月8日：津田町和鹤羽村合併為新设置的津田町。
- 1956年9月16日：长尾町和造田村合併為新设置的长尾町。
- 1956年9月30日：
  - 鸭部村被併入志度町。
  - 井戶村被併入三木町。
- 1959年11月1日：三木町大字井戶的部份地區被併入長尾町。
- 1961年9月1日：
  - 大川村改制为大川町。
  - 寒川村改制为寒川町。
- 2002年4月1日：志度町、长尾町、津田町、寒川町、大川町合併為讚岐市。[9]

### 變遷表
| 1890年2月15日 | 1890年 - 1926年           | 1926年 - 1954年           | 1955年 - 1989年            | 1955年 - 1989年            | 1989年 - 現在             | 現在                      |
| ------------- | ------------------------- | ------------------------- | -------------------------- | -------------------------- | ------------------------- | ------------------------- |
| 松尾村        | 松尾村                    | 松尾村                    | 1955年4月15日 合併為大川村 | 1961年9月1日 大川町        | 2002年4月1日 合併為讚岐市 | 2002年4月1日 合併為讚岐市 |
| 富田村        |                           |                           | 1955年4月15日 合併為大川村 | 1961年9月1日 大川町        | 2002年4月1日 合併為讚岐市 | 2002年4月1日 合併為讚岐市 |
| 石田村        | 石田村                    | 石田村                    | 1955年7月1日 合併為寒川村  | 1961年9月1日 寒川町        | 2002年4月1日 合併為讚岐市 | 2002年4月1日 合併為讚岐市 |
| 神前村        |                           |                           | 1955年7月1日 合併為寒川村  | 1961年9月1日 寒川町        | 2002年4月1日 合併為讚岐市 | 2002年4月1日 合併為讚岐市 |
| 造田村        | 造田村                    | 造田村                    | 造田村                     | 1956年9月16日 合併為長尾町 | 2002年4月1日 合併為讚岐市 | 2002年4月1日 合併為讚岐市 |
| 長尾村        | 1915年11月10日 長尾町     | 1915年11月10日 長尾町     | 1955年4月1日 合併為長尾町  | 1956年9月16日 合併為長尾町 | 2002年4月1日 合併為讚岐市 | 2002年4月1日 合併為讚岐市 |
| 奧山村        | 1919年1月1日 更名為多和村 | 1919年1月1日 更名為多和村 | 1955年4月1日 合併為長尾町  | 1956年9月16日 合併為長尾町 | 2002年4月1日 合併為讚岐市 | 2002年4月1日 合併為讚岐市 |
| 志度村        | 1898年2月11日 志度町      | 1898年2月11日 志度町      | 1955年1月1日 合併為志度町  | 1955年1月1日 合併為志度町  | 2002年4月1日 合併為讚岐市 | 2002年4月1日 合併為讚岐市 |
| 小田村        |                           |                           | 1955年1月1日 合併為志度町  | 1955年1月1日 合併為志度町  | 2002年4月1日 合併為讚岐市 | 2002年4月1日 合併為讚岐市 |
| 鴨部下庄村    | 1916年1月1日 更名為鴨庄村 | 1916年1月1日 更名為鴨庄村 | 1955年1月1日 合併為志度町  | 1955年1月1日 合併為志度町  | 2002年4月1日 合併為讚岐市 | 2002年4月1日 合併為讚岐市 |
| 鴨部村        | 鴨部村                    | 鴨部村                    | 鴨部村                     | 1956年9月30日 併入志度町   | 2002年4月1日 合併為讚岐市 | 2002年4月1日 合併為讚岐市 |
| 津田村        | 1898年2月11日 津田町      | 1898年2月11日 津田町      | 1956年9月8日 合併為津田町  | 1956年9月8日 合併為津田町  | 2002年4月1日 合併為讚岐市 | 2002年4月1日 合併為讚岐市 |
| 鶴羽村        |                           |                           | 1956年9月8日 合併為津田町  | 1956年9月8日 合併為津田町  | 2002年4月1日 合併為讚岐市 | 2002年4月1日 合併為讚岐市 |

## 行政

### 歷任市長
1. 赤澤申也（2002年5月12日～2006年5月11日）
2. 大山茂樹（2006年5月12日～現任）

## 交通

### 鐵路
- 四國旅客鐵道
  - 高德線：（高松市） - 志度站 - 橘城站 - 造田站 - 神前站 - 讚岐津田站 - 鶴羽站 - （東香川市）

|  |  |
|  |  |

- 高松琴平電氣鐵道
  - 志度線：琴電志度站
  - 長尾線：長尾站

|  |  |

### 道路
高速道路
- 高松自動車道：津田東交流道 - 津田之松原服務區 - 津田寒川交流道 - 志度交流道

## 觀光

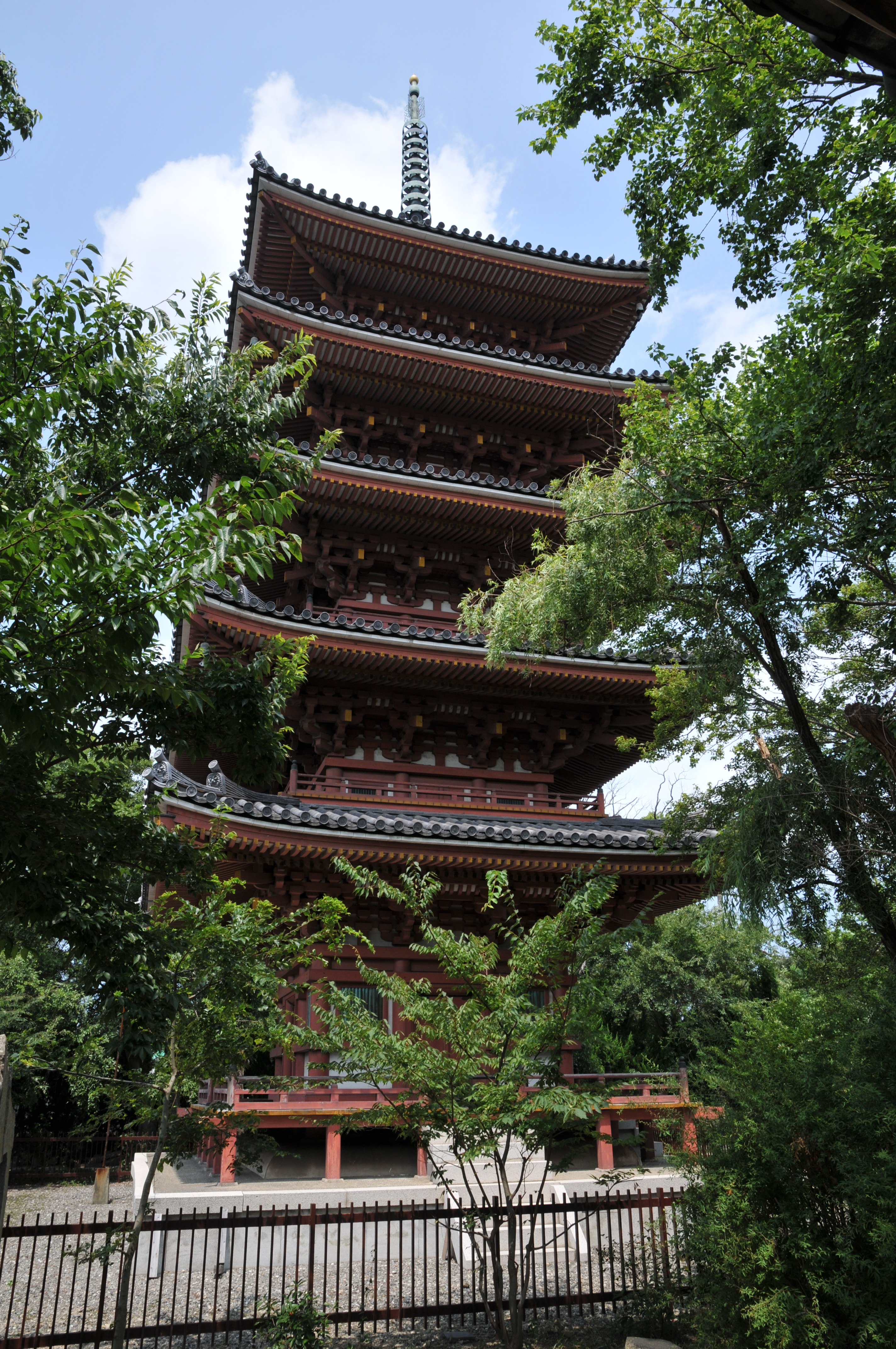
志度寺五重塔

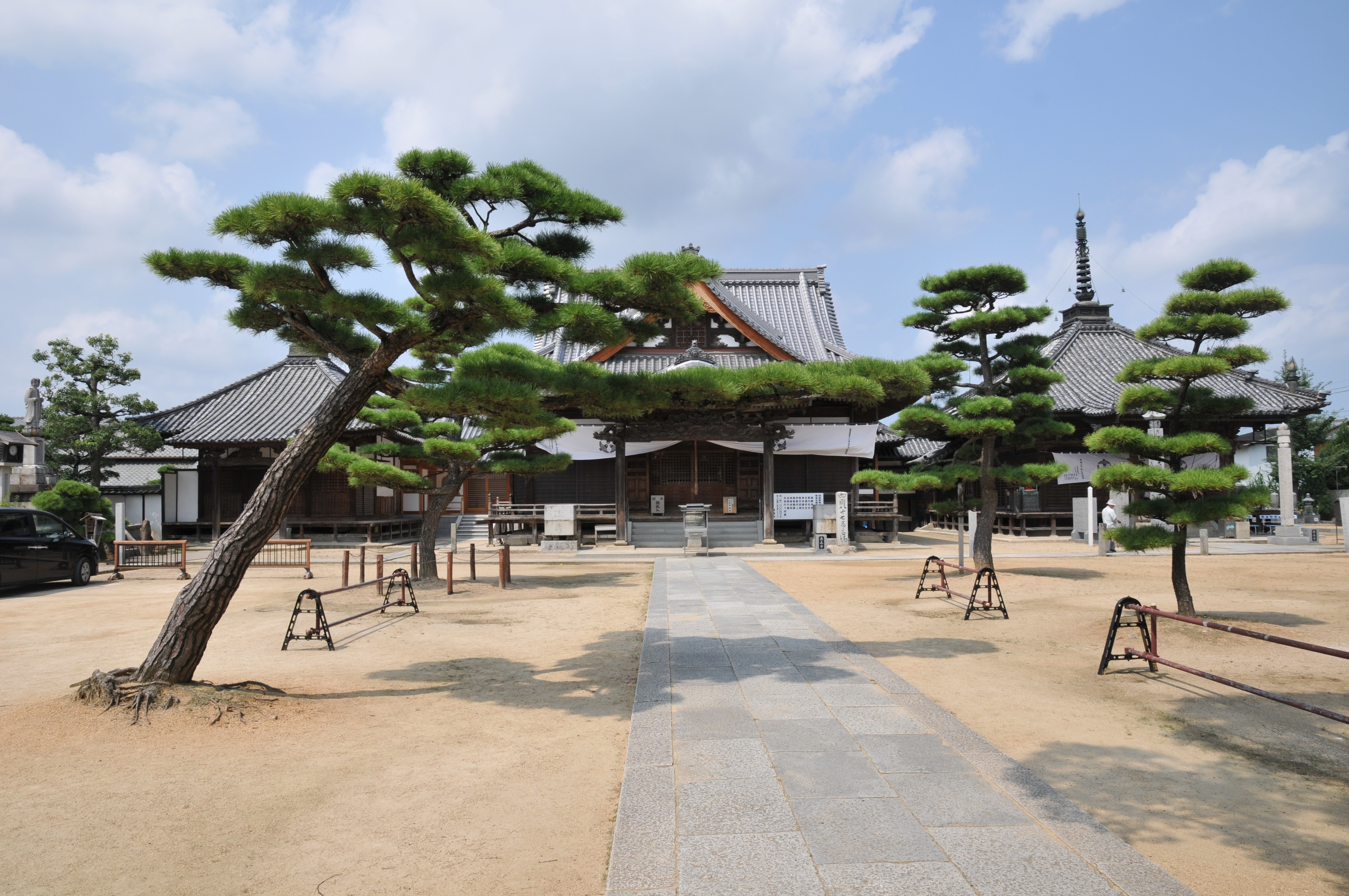
長尾寺

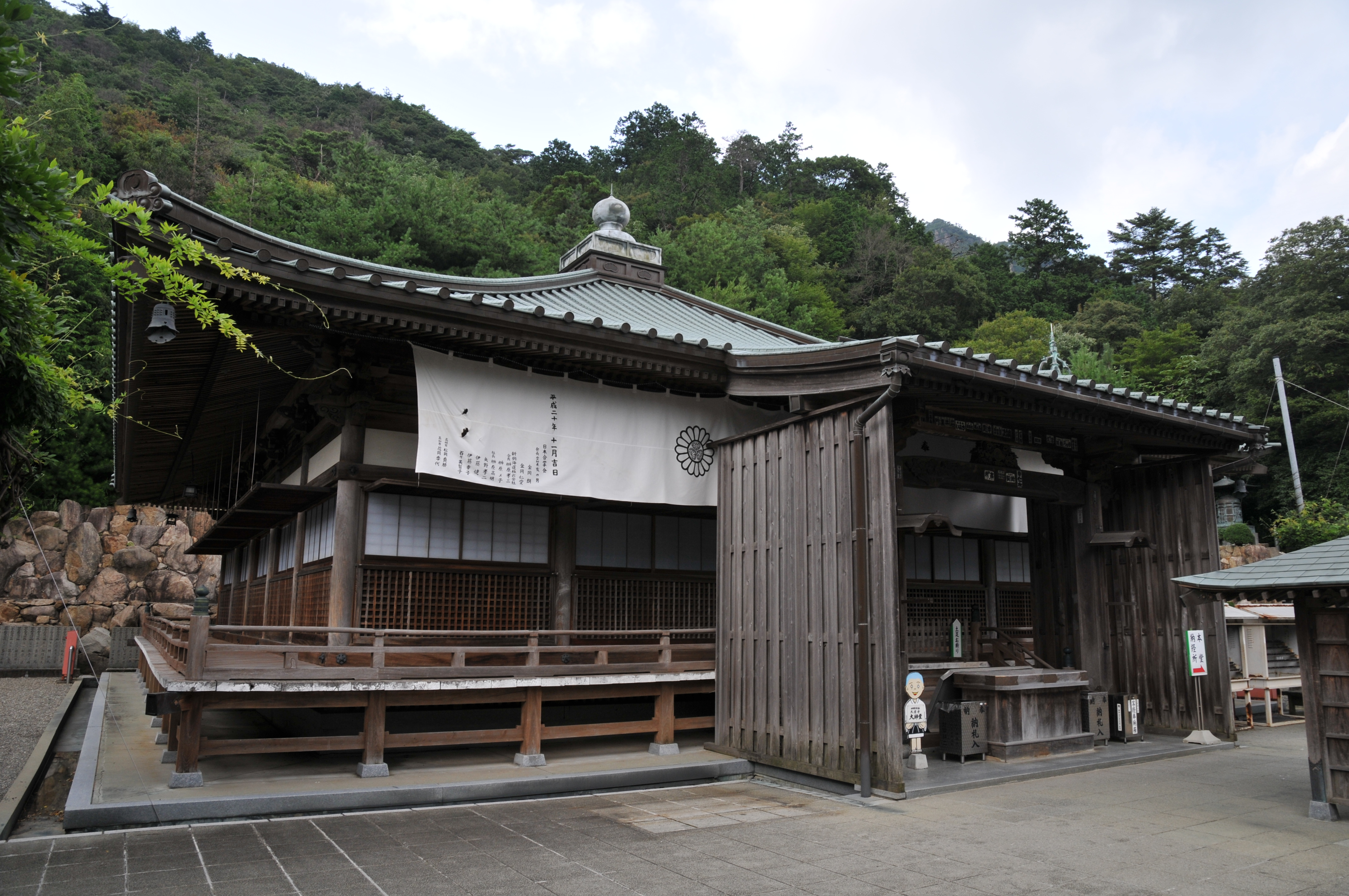
大窪寺大師堂

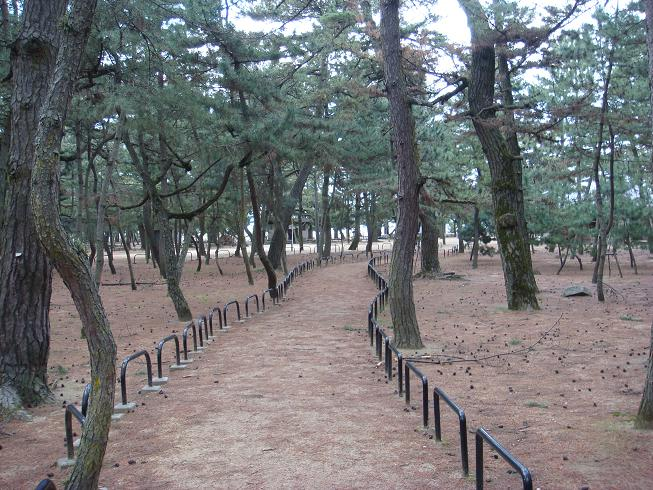
琴林公園（津田之松原）

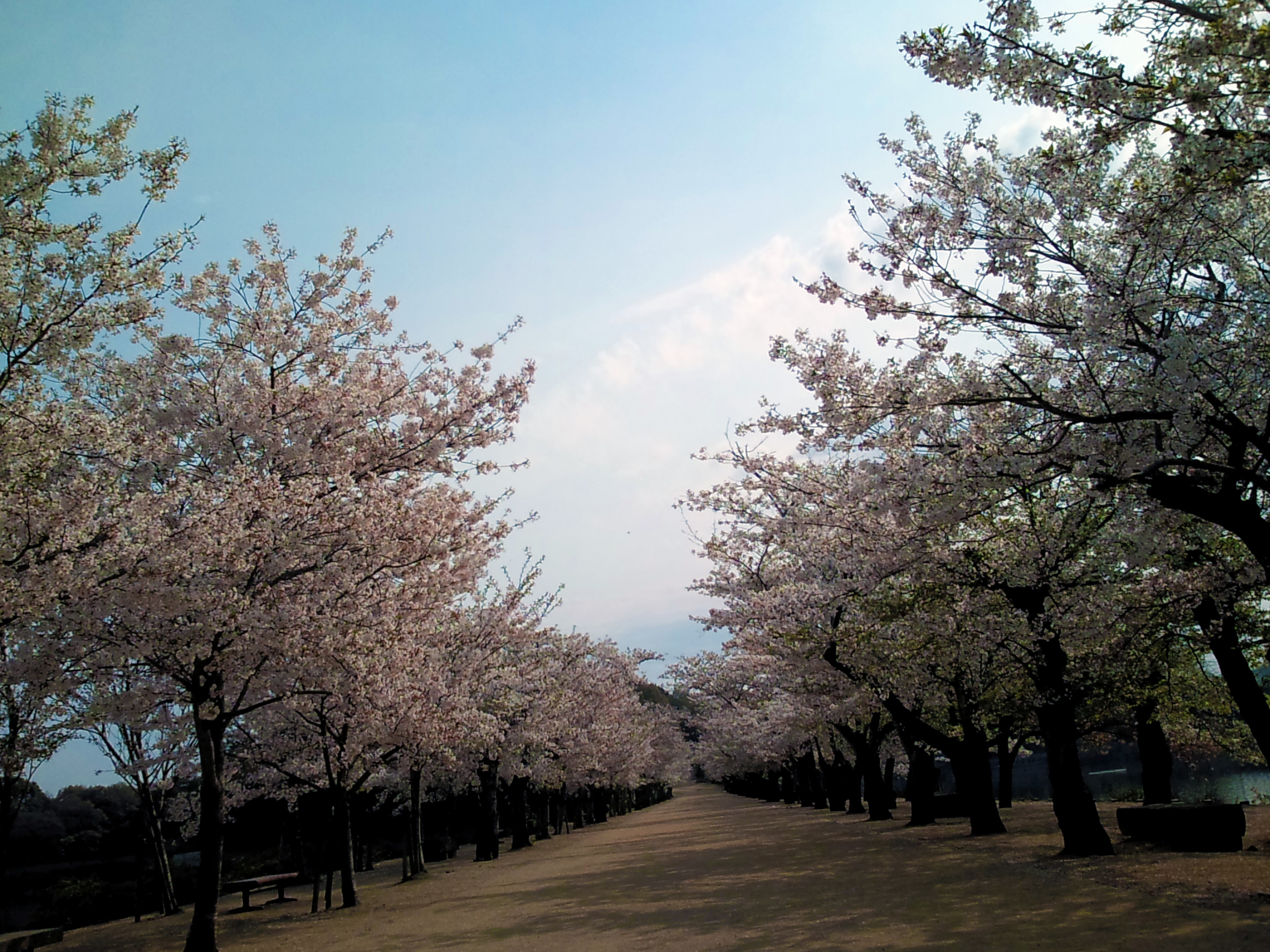
香川縣立龜鶴公園的櫻花道

- 四國八十八箇所靈場
  - 第86番札所 志度寺
  - 第87番札所 長尾寺
  - 第88番札所 大窪寺
- 津田之松原（日本白砂青松100選）
- 富田茶臼山古墳
- 大串自然公園
  - 大串温泉
- 香川縣立龜鶴公園

## 教育

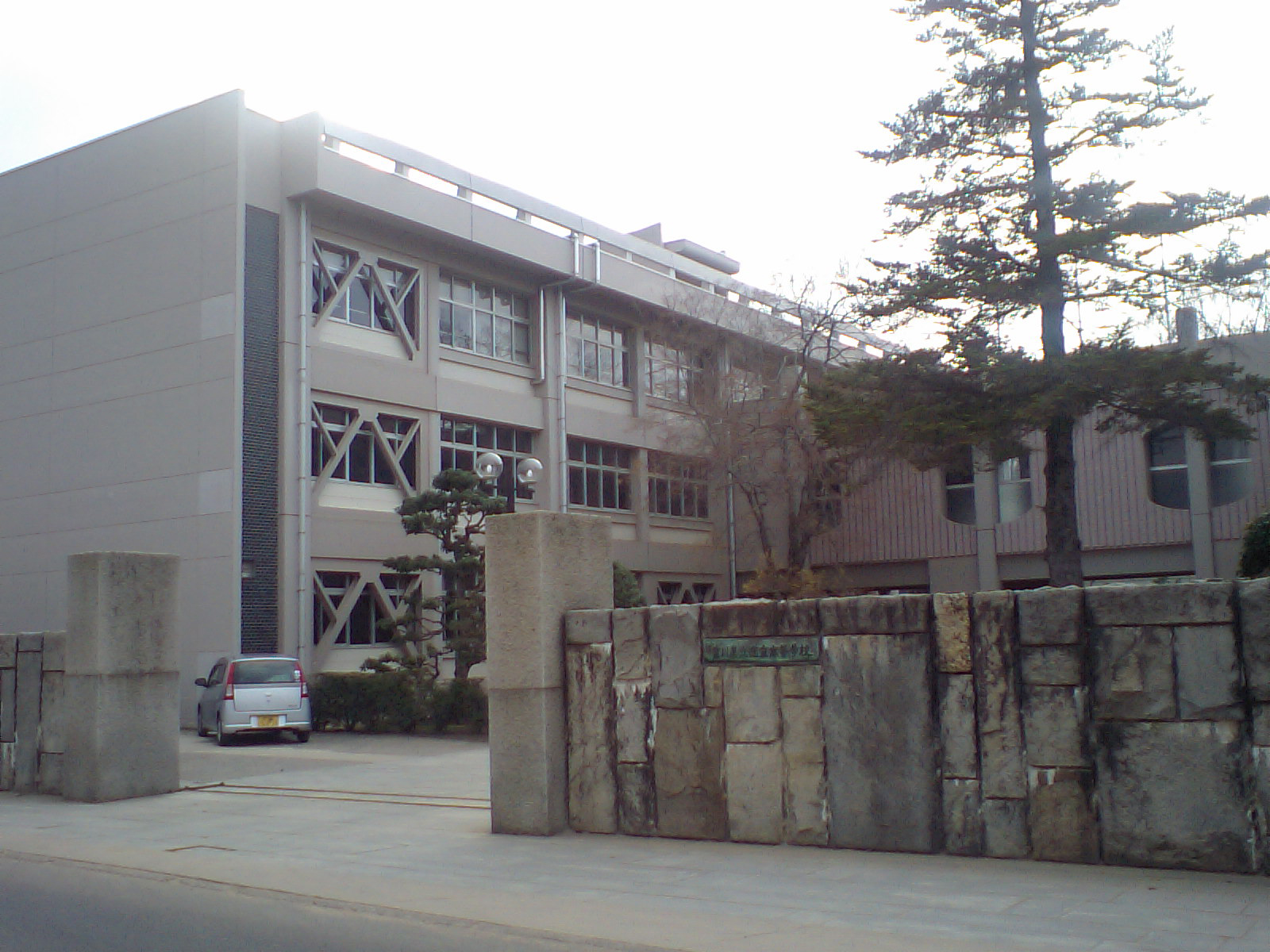
香川縣立志度高等學校

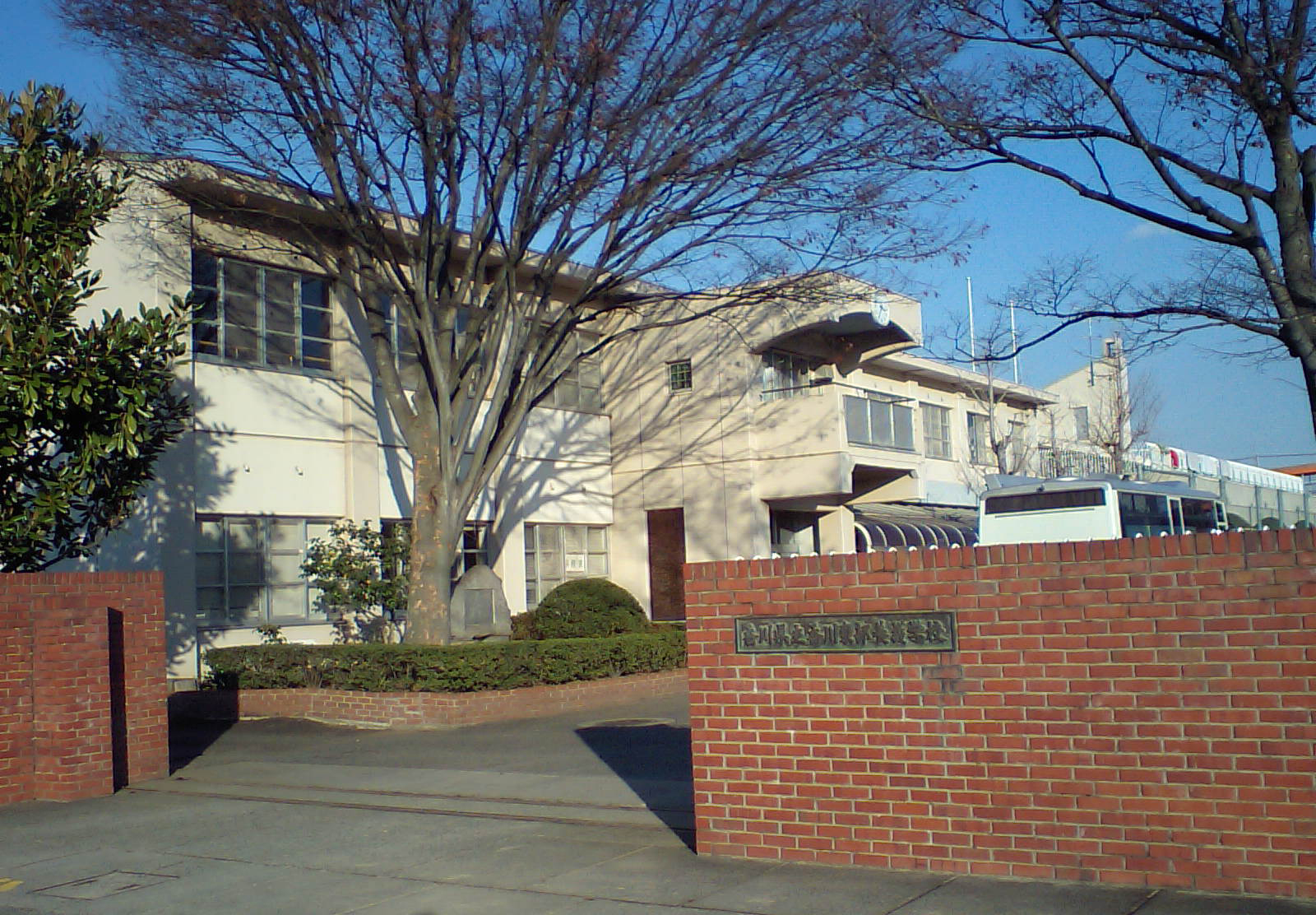
香川縣立香川東部養護學校

大學
- 德島文理大學香川校區

高等學校
- 香川縣立志度高等學校
- 香川縣立津田高等學校
- 香川縣立石田高等學校
- 寒川高等學校

特殊學校
- 香川縣立香川東部養護學校

## 姊妹、友好都市

### 日本
- 喜茂別町（北海道虻田郡）
過去原為舊寒川町於1970年12月24日所締結。
- 劍淵町（北海道上川郡）
過去原為舊志度町於1996年9月28日與其締結。
- 岩見澤市（北海道）
過去原為舊長尾町於1992年8月22日與其締結為友好交流都市。
- 仙北市（秋田縣）
過去原為舊志度町於1997年9月28日與其締結為友好交流都市。

### 海外
- 艾森斯塔特（奥地利布尔根兰州）
過去原為舊志度町於1993年10月11日與其締結。

## 本地出身之名人
- 平賀源內：江戶時代的博物學者、蘭學者、醫生、作家、發明家、畫家
- 大社義規：企業家，日本火腿創辦人。
- 白井一幸：前職業棒球選手。
- 阿部幸音：女子籃球選手。
- 高木和正：職業足球選手
- 砂川敏文：前北海道開發局、北海道開發廳官員、曾任帶廣市市長。

## 外部連結
- （日語） 官方网站
- （日語） 維客旅行上的讚岐市
- （日語） 讚歧市觀光指引（页面存档备份，存于）
- （日語） 讚歧市商工會（页面存档备份，存于）
- （日語） 讚歧市文化財產保護協會[永久]